# Col du Lioran
Le col du Lioran ou col des Sagnes ou prairie des Sagnes est un col français à 1 240 mètres d'altitude situé dans les monts du Cantal, dans le département du même nom, en Auvergne-Rhône-Alpes.

## Géographie
Le col est situé entre le puy de Massebœuf et le Plomb du Cantal, et permet de basculer de la vallée de l'Alagnon (commune de Laveissière) à la vallée de la Cère (commune de Saint-Jacques-des-Blats).

## Histoire
Au XVIIIe siècle, le col, jusque-là recouvert par la forêt du Lioran, est défriché et laisse place à une prairie de sept hectares mal irriguées. La prairie servait de zone de pâturage en annexe de la grande pâture de Font d'Alagnon mais, trop humide, elle produisait une herbe de qualité médiocre sauf sur les bordures. Au XIXe siècle, un buron est construit.
L'historien et géographe Marcel Grosdidier de Mathons (1885-1945) déclare à propos du col du Lioran :

« Ce chemin qui nous semble facile répugnait à nos ancêtres et il suffît de parcourir la route pour en avoir l'explication. Depuis Tremoulet jusqu'à Murat, les travaux d'art ont été accumulés pour la faire tenir ; parapet d'un côté, parois abruptes de l'autre indiquent assez qu'elle est toute artificielle, qu'elle a été taillée aux flancs des précipices. C'est que les vallées de montagne sont de bien mauvais chemins ; pas plus dans les Alpes que dans le Cantal, elles n'ont servi jadis aux transports où la rivière se resserre dans d'effroyables abîmes, elles présentaient à la circulation primitive d'insurmontables obstacles. »

Dans les années 1960, la prairie des Sagnes est choisie pour être le centre-station de la future station du Lioran. Le site se présente comme le lieu d'implantation idéale pour un centre-station grâce à son profil de grenouillère, c'est-à-dire de petit plateau où l'on peut établir le centre de connexion de tout le domaine skiable.

## Activités

### Randonnée
Le col est emprunté par le sentier de grande randonnée 4 reliant Royan à Grasse et par le sentier de grande randonnée 400 composé de cinq boucles indépendantes, qui parcourt la région des monts du Cantal.

### Sports d'hiver
Au col se trouve la station du Lioran, la plus importante du Massif central.